# Гроз-Иле (приход)
Гроз-Иле (англ. Gros Islet) — приход (единица административно-территориального деления) государства Сент-Люсия, расположенный в северной части острова. Площадь 100,3 км², население 20 872 человек (2010). Основным финансовым центром прихода является залив Родни.

## История

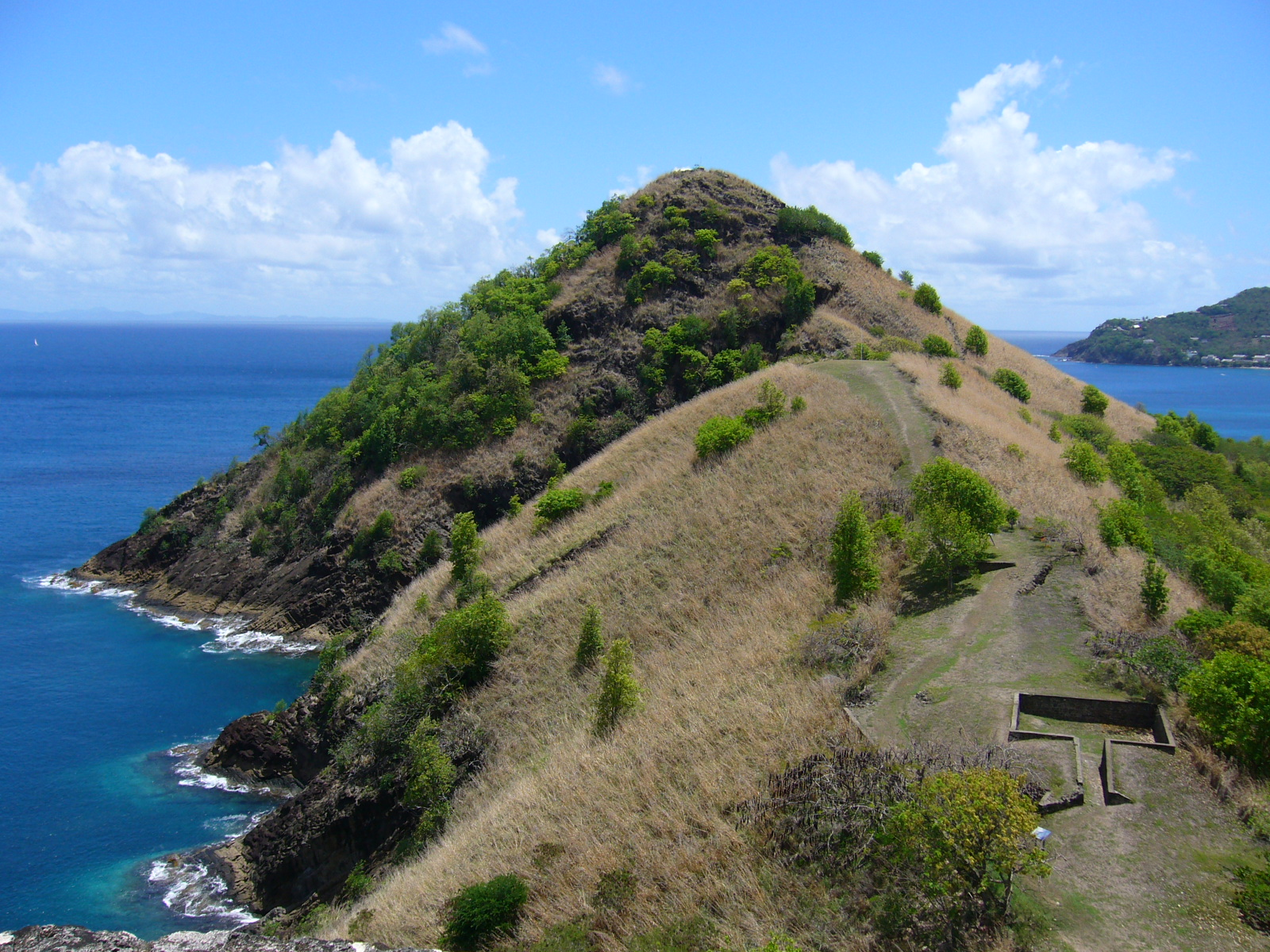
Остров Пиджеон

Пират Франсуа Ле Клерк, прозванный Жамбе де Буа из-за своего деревянного протеза ноги, использовал остров Пиджеон в качестве базы для нападения на испанские корабли в 1550-х годах. Ле Клерк был родом из Нормандии и первым европейцем, поселившимся на Сент-Люсии.
К 1775 году французы основали 47 плантаций по производству сахара в Гроз-Иле. Маркиз де Буй захватил Гроз-Иле в 1793 году, прежде чем Джордж Бриджес Родни, 1-й барон Родни, вынудил его отступить со своей базы на острове Пиджеон.
Во время Второй мировой войны 221 акр земли в Гроз-Иле был превращён в военно-морскую авиабазу США с гидросамолетами. Всё, что сохранилось до наших дней, — это цементные трапы.

## Местное самоуправление
Приход является избирательным округом и с июля 2021 года представлен в Палате собрания Сент-Люсии Кенсоном Казимиром, парламентским представителем от избирательного округа Гроз-Иле.